# Немецкоязычное сообщество Бельгии
Немецкоязычное сообщество Бельгии (нем. Deutschsprachige Gemeinschaft Belgiens) — самое маленькое из языковых сообществ Бельгии (Восточные кантоны). Состоит из девяти муниципалитетов, где компактно проживают представители немецкоязычного меньшинства. Общее население этих муниципалитетов — 71300 жителей, большинство из них немецкоязычны. Площадь — 854 км кв. Немецкоязычное сообщество расположено на территории провинции Льеж и граничит с Нидерландами, Германией и государством Люксембург. Столица (место расположения парламента и правительства сообщества) — город Эйпен.

## История
Территория нынешнего немецкоязычного сообщества — часть так называемых Восточных Кантонов. Вплоть до конца XVIII века они входили в состав Габсбургских Нидерландов, но в 1795 году их аннексировала республиканская Франция. По решению Венского конгресса 1815 года Восточные Кантоны были переданы Пруссии.
В 1920 году Восточные Кантоны были переданы Бельгии Германией в качестве компенсации за Первую мировую войну. В состав Восточных Кантонов входит не только территория нынешнего немецкоязычного сообщества, но и районы с франкоязычным населением.
В ходе Второй мировой войны Восточные Кантоны были захвачены Германией и включены в состав Третьего рейха. Бо́льшая часть немецкоязычного населения тогда считала себя немцами и приветствовала немецкие войска как освободителей. После войны территория кантонов была возвращена Бельгии. В течение долгого времени проводилась политика дегерманизации кантонов.
В 1960 году было произведено разделение Бельгии на три территории по языковому принципу (Нидерландоязычное, Франкоязычное и Немецкоязычное сообщества). В 1973 на базе этих территорий были созданы округа, имеющие большую внутреннюю автономию.
К настоящему времени многие жители сообщества, особенно молодое поколение, считают себя не немцами, а бельгийцами.

## Полномочия
Как и у остальных сообществ Бельгии (Фламандского и Франкоязычного) полномочия немецкоязычного сообщества распространяются на культуру, образование и «вопросы, связанные с личностью». К последним относятся средства массовой информации, здравоохранение и молодёжная политика, а также некоторые социальные вопросы. Немецкоязычное сообщество не является округом, а располагается на территории Валлонского округа и следовательно за окружные полномочия ответственен Валлонский округ.
1 января 2005 года некоторые полномочия Валлонского округа были переданы Немецкоязычному сообществу. К ним относятся:
- Организация богослужений
- Организация похорон и надзор за кладбищами
- Руководство полицией на территории девяти муниципалитетов сообщества
- Финансирование девяти муниципалитетов сообщества

## Язык
В отличие от Фламандского и Валлонского сообществ, Немецкоязычное сообщество не имеет полномочий на регулирование использования языка в администрации, образовании и социальных службах. На практике, на территории Сообщества используется практически исключительно немецкий язык (родной для почти 100 % его жителей), однако допускается ограниченное использование французского в административных делах.
На территории Немецкоязычного сообщества действует теле- и радиовещательная станция Belgischer Rundfunk (BRF) на немецком. Выходит одна ежедневная газета на немецком — Grenz-Echo.

## Парламент и правительство
Главный законодательный орган сообщества — парламент Немецкоязычного сообщества (Parlament der Deutschsprachigen Gemeinschaft, до 2004 года — Совет Немецкоязычного сообщества, Rat der Deutschsprachigen Gemeinschaft). Состоит из 25 членов, избираемых сроком на пять лет (кроме того, участвовать в заседаниях с правом совещательного голоса имеют право все немецкоязычные и постоянно проживающие на территории сообщества депутаты провинциального совета Льежа, парламента Валлонии, Палаты представителей и Сената Бельгии, а также Европейского парламента). Выполнением декретов правительства немецкоязычного сообщества занимается Правительство Немецкоязычного сообщества (Regierung der Deutschsprachigen Gemeinschaft), состоящее из министра-президента (Ministerpräsident, с 2014 года — Оливер Пааш) и четырёх министров (Minister). Собственных судебных органов не имеет, на территории Немецкоязычного сообщества действует суд первой инстанции Эйпена (юрисдикция — всё Немецкоязычное сообщество), мировой судья Эйпена (юрисдикция — общины Эйпен, Кельмис, Лонтцен, Рарен) и мировой судья Сен-Вита (юрисдикция — Амель, Бюллинген, Бург-Ройланд, Бютгенбах, Сен-Вит).

## Партийная система
Особенной является также партийная система Немецкоязычного сообщества. Практически все политические партии Бельгии (за исключением коммунистической Партии труда Бельгии и некоторых других малых партий) разделены по языковому принципу на две независимых партии, действующих только во Фламандском либо Валлонском регионах (а также среди соответственно нидерландоязычных или франкоязычных избирателей Брюссельского столичного региона). В каждом из сообществ есть и партии, не имеющие соответствующих аналогов за его пределами (в основном, националистические). В Немецкоязычном сообществе этот принцип проведён не столь последовательно. На правом фланге политической жизни здесь действуют немецкоязычные партии, участвующие только в выборах в Парламент сообщества и на зарезервированные за сообществом мандаты Европейского парламента, но не в выборах в парламенты Валлонии (где за немецкоязычными депутатами закреплено два места) и Бельгии в целом (в которых на территории сообщества участвуют, соответственно, франкоязычные партии, выставляющие немецкоязычных кандидатов). При этом Партия свободы и прогресса и Христианско-социальная партия являются соответствующими немецкоязычными аналогами разделённых по языковому принципу ранее единых партий, а ориентированная на защиту немецкоязычных бельгийцев ProDG функционирует только в рамках сообщества, не имея аналогов за его пределами. В то же время в сообществе нет самостоятельных левых партий, и вместо них на местных выборах действуют франкоязычные Социалистическая партия и Эколо. Кроме того, в отличие от всей остальной бельгийской политики, в сообществе успешна либеральная партия Vivant, действующая на всей территории страны. При этом любые делегаты, избранные от Немецкоязычного сообщества в Сенат Бельгии (где за представителем сообщества закреплено одно место), выступают там независимо от своей партийной принадлежности как независимые депутаты.

## Административное деление
Немецкоязычное сообщество располагается на территории 9 общин (gemeinde)
- Эйпен
- Кельмис
- Лонтцен
- Рарен
- Амель
- Бюллинген
- Бург-Ройланд
- Бютгенбах
- Сен-Вит

## Образование
В связи с тем, что в Немецкоязычном сообществе нет университетов, оно не входит в Болонский процесс. Студенты учатся в университетах Валлонского сообщества, Фламандского сообщества или Германии и других странах Европейского союза. Европейская комиссия участвует в Болонском процессе.